# Myrmecia auriventris
Myrmecia auriventris är en myrart som beskrevs av Mayr 1870. Myrmecia auriventris ingår i släktet bulldoggsmyror, och familjen myror. Inga underarter finns listade i Catalogue of Life.